# Bangsian fantasy
Bangsian fantasy è una scuola di scrittura del fantasy contemporaneo che ambienta la trama della storia del tutto o in parte dopo la fine della vita. Sono usati di frequente l'Ade (un luogo neutro; senza torture o piaceri), Paradiso (un luogo "buono", sebbene esso differisca nelle varie confessioni religiose quando una nuova anima giunge in seguito alla morte) e Inferno (un luogo "cattivo", ciò che fa l'anima qui varia da religione in religione).
L'espressione bangsian fantasy è stata coniata in riferimento a John Kendrick Bangs, la cui serie di racconti Associated Shades, dal tardo XIX secolo agli inizi del XX secolo, tratta del dopo-vita di vari personaggi famosi morti.

## Predecessori
Bangs non è stato il primo a scrivere fantasy dopo-vita; è stato soltanto un aspetto moderno basato su un'idea antica. Uno dei primi pezzi della letteratura del mondo, l'Epopea di Gilgamesh, contiene una descrizione degli Inferi e un viaggio attraverso il fiume della Morte alla ricerca della vita eterna.
Parte della mitologia greca tratta dell'Ade. La concezione greco-romana mitologica dell'Ade non è la stessa dell'Inferno (che si ricollega anche all'Ade) del Cristianesimo. L'Ade è un luogo di raccolta universale per le anime di tutti i defunti; il tipo di vita condotta dal possessore dell'anima non fa la differenza. Nel Cristianesimo, l'Inferno è un posto in cui si recano le anime di coloro che quando sono stati in vita erano impenitenti e peccaminosi. La maggior parte delle forme del credo cristiano credono che non ci sia la possibilità di redimersi dall'Inferno, mentre personaggi della mitologia greca e romana delle volte scappano dall'Ade.
La Bibbia non descrive in dettaglio l'Inferno, e alcune sue interpretazioni affermano che non esista affatto. 
Comunque probabilmente il più grande predecessore è la Divina Commedia di Dante pubblicata nel XIV. Infatti nella prima cantica (Inferno), l'Inferno acquista immagini usate ancora oggi nella finzione. Dante descrive l'inferno con la forma di un imbuto scavato all'interno della Terra dall'impatto della caduta di Satana dal paradiso (i disegni dell'inferno di Dante assomigliano a una buca aperta di una miniera). Il cono è diviso in nove cerchi concentrici, con una degradazione verso il basso dell'aumento della gravità dei peccati e quindi con punizioni più terribili scendendo sempre più in basso. Peggiore una persona era stata in vita, più in basso sarebbe stata collocata nel cono dopo la morte.
Dante si prese abbastanza libertà con la mitologia cristiana dell'Inferno. Egli colloca persone vive al tempo della pubblicazione nell'Inferno, e mescola anche la mitologia greca e romana nell'Inferno cristiano. Nel miscuglio compaiono anche vari personaggi greci e romani, come Virgilio, il poeta latino che fa da guida a Dante. Dante utilizza anche personaggi non reali famosi nella sua opera.

## Caratteristiche
In aggiunta all'essere ambientati nell'Ade, Paradiso o Inferno, un'altra caratteristica del Bangsian fantasy è che ha pochi, se nessun, personaggio fittizio in essi. Le persone sono per lo più storiche o mitologiche.

## Opere di Bangsian fantasy
- A House-Boat on the Styx (1895), di John Kendrick Bangs
- Pursuit of the House-Boat (1897), di John Kendrick Bangs
- The Enchanted Type-Writer (1899), di John Kendrick Bangs
- Viaggio in paradiso (1909), una breve storia di Mark Twain
- Mr. Munchausen: Being a True Account of Some of the Recent Adventures beyond the Styx of the Late Hieronymus Carl Friedrich, Sometime Baron Munchausen of Bodenwerder, as originally reported for the Sunday Edition of the Gehenna Gazette by its special interviewer the late Mr. Ananias formerly of Jerusalem, and now first transcribed from the columns of that journal by J. K. Bangs (1901), di John Kendrick Bangs
- Scala al paradiso (1946), di Michael Powell & Emeric Pressburger
- Les jeux sont faits (The Chips Are Down) (1952), di Jean-Paul Sartre: Le persone destinate l'una all'altra sono rimandate in vita, da uno buroctrarico aldilà, per consumare il loro amore
- Ho Messo Incinta la Figlia di Satana! (2011), di Carlton Mellick III
- Ugly Heaven (2012), di Carlton Mellick III
- Skidstain Halo (2018), di Kevin Sweeney
- Hell of Death (2020), di Vince Kramer
- The Boy with the Chainsaw Heart (2021), di Carlton Mellick III
- Goblin On the Other Side (2022), di Carlton Mellick III